# Team Ukyo/2013
Deze pagina geeft een overzicht van de Team Ukyo-wielerploeg in 2013.
José Toribio was de enige renner van de ploeg die een UCI-overwinning wist te behalen. Hij won zowel de tweede etappe als het eindklassement van de Ronde van Oost-Java. Daarnaast werd hij tweede in de Ronde van Okinawa.

## Renners
| Naam                         | Geboortedatum | Nationaliteit | Ploeg 2012             |
| ---------------------------- | ------------- | ------------- | ---------------------- |
| Takayuki Abe                 | 12-06-1986    | Japan         | Shimano Racing Team    |
| Antonio Cabello (vanaf 12-9) | 22-12-1985    | Spanje        | Andalucía-Caja Granada |
| Yukihiro Doi                 | 18-09-1983    | Japan         | Argos-Shimano          |
| Tomoya Kano                  | 14-07-1973    | Japan         | Team Ukyo              |
| Takuto Kurabayashi           | 01-02-1992    | Japan         |                        |
| Vladimir López (vanaf 20-5)  | 08-01-1988    | Colombia      | Geen                   |
| Jin Ōkubo                    | 08-10-1988    | Japan         |                        |
| Yoshiaki Shimada             | 20-01-1989    | Japan         | Team Ukyo              |
| José Toribio (vanaf 20-5)    | 22-12-1985    | Spanje        | Andalucía-Caja Granada |
| Takahiro Yamashita           | 20-11-1985    | Japan         | Matrix Powertag        |
| Sōma Yonai                   | 16-01-1991    | Japan         |                        |

## Overwinningen
Ronde van Oost-Java
2e etappe: José Toribio
Eindklassement José Toribio
Bergklassement José Toribio